# Julián Estiven Vélez
Julián Estiven Vélez (* 9. únor 1982) je bývalý kolumbijský fotbalista.

## Reprezentační kariéra
Julián Estiven Vélez odehrál za kolumbijský národní tým v letech 2006–2008 celkem 15 reprezentačních utkání.

## Statistiky
| Kolumbie | Kolumbie | Kolumbie |
| Roky     | Zápasů   | Gólů     |
| -------- | -------- | -------- |
| 2006     | 4        | 0        |
| 2007     | 6        | 0        |
| 2008     | 5        | 0        |
| Celkem   | 15       | 0        |